# Draft de l'NBA del 1974
El Draft de l'NBA de 1974 va tenir com a anècdota que dos dels jugadors que hi van aparèixer, Bill Walton i Maurice Lucas, van guanyar junts el Campionat amb Portland Trail Blazers el 1977.

## Primera ronda
|  | = All-Star     |
|  | = Hall of Fame |

| Posició | Jugador               | Nacionalitat | Equip de l'NBA          | Origen (Universitat/club) |
| ------- | --------------------- | ------------ | ----------------------- | ------------------------- |
| 1       | Bill Walton (C-F)     | Estats Units | Portland Trail Blazers  | UCLA                      |
| 2       | Marvin Barnes (F-C)   | Estats Units | Philadelphia 76ers      | Providence                |
| 3       | Tommy Burleson (C)    | Estats Units | Seattle Supersonics     | NC State                  |
| 4       | John Shumate (F-C)    | Estats Units | Phoenix Suns            | Notre Dame                |
| 5       | Bobby Jones (F)       | Estats Units | Houston Rockets         | North Carolina            |
| 6       | Scott Wedman (F-G)    | Estats Units | Kansas City-Omaha Kings | Colorado                  |
| 7       | Tom Henderson (G)     | Estats Units | Atlanta Hawks           | Hawaii                    |
| 8       | Campy Russell (F)     | Estats Units | Cleveland Cavaliers     | Michigan                  |
| 9       | Tom McMillen (F-C)    | Estats Units | Buffalo Braves          | Maryland                  |
| 10      | Mike Sojourner (C-F)  | Estats Units | Atlanta Hawks           | Utah                      |
| 11      | Jamaal Wilkes (F-G)   | Estats Units | Golden State Warriors   | UCLA                      |
| 12      | Brian Winters (G-F)   | Estats Units | Los Angeles Lakers      | South Carolina            |
| 13      | Len Elmore (C-F)      | Estats Units | Washington Bullets      | Maryland                  |
| 14      | Maurice Lucas (F-C)   | Estats Units | Chicago Bulls           | Marquette                 |
| 15      | Al Eberhard (F)       | Estats Units | Detroit Pistons         | Missouri                  |
| 16      | Cliff Pondexter (F-C) | Estats Units | Chicago Bulls           | Long Beach State          |
| 17      | Glenn McDonald (F-G)  | Estats Units | Boston Celtics          | Long Beach State          |
| 18      | Gary Brokaw (G)       | Estats Units | Milwaukee Bucks         | Notre Dame                |